# Carter Burwell
Pour les articles homonymes, voir Burwell.
Carter Burwell est un compositeur et réalisateur américain né le 18 novembre 1954 à New York dans l'État de New York aux États-Unis. Il est connu pour ses nombreuses collaborations avec les Frères Coen.

## Filmographie

### Comme compositeur

#### Cinéma

##### Années 1980
- 1984 : Sang pour sang (Blood Simple) des frères Coen
- 1986 : Psychose 3 (Psychose III) d'Anthony Perkins
- 1987 : Arizona Junior (Raising Arizona) des frères Coen
- 1988 : Pass the Ammo de David Beaird
- 1988 : Street Generation (The Beat) de Paul Mones
- 1988 : It Takes Two de David Beaird
- 1989 : Checking Out de David Leland

##### Années 1990
- 1990 : Miller's Crossing des frères Coen
- 1991 : Barton Fink des frères Coen
- 1991 : Scorchers de David Beaird
- 1991 : Doc Hollywood de Michael Caton-Jones
- 1992 : Buffy, tueuse de vampires (Buffy the Vampire Slayer) de Fran Rubel Kuzui
- 1992 : Waterland de Stephen Gyllenhaal
- 1992 : Storyville de Mark Frost
- 1993 : Blessures secrètes (This Boy's Life) de Michael Caton-Jones
- 1993 : Kalifornia de Dominic Sena
- 1993 : Une femme dangereuse (A Dangerous Woman) de Stephen Gyllenhaal
- 1993 : Wayne's World 2 de Stephen Surjik
- 1994 : Le Grand Saut (The Hudsucker Proxy) des frères Coen
- 1994 : Milliardaire malgré lui (It Could Happen to You) d'Andrew Bergman
- 1994 : Radio Rebels (Airheads) de Michael Lehmann
- 1995 : Duo mortel (Bad Company) de Damian Harris
- 1995 : Rob Roy de Michael Caton-Jones
- 1995 : Dingo et Max (A Goofy Movie) de Kevin Lima
- 1995 : Instant de bonheur (Two Bits) de James Foley
- 1996 : Fargo des frères Coen
- 1996 : Obsession mortelle (Fear) de James Foley
- 1996 : Bienvenue chez Joe (Joe's Apartment) de John Payson
- 1996 : L'Héritage de la haine (The Chamber) de James Foley
- 1997 : Trait pour trait (Picture Perfect) de Glenn Gordon Caron
- 1997 : Assassin(s) de Mathieu Kassovitz
- 1997 : Complots (Conspiracy Theory) de Richard Donner
- 1997 : Kansas Blues (The Locusts) de John Patrick Kelley
- 1997 : La Prisonnière espagnole (The Spanish Prisoner) de David Mamet
- 1997 : Le Chacal (The Jackal) de Michael Caton-Jones
- 1998 : Ni Dieux ni Démons (Gods and Monsters) de Bill Condon
- 1998 : The Big Lebowski des frères Coen
- 1998 : Velvet Goldmine de Todd Haynes
- 1998 : The Hi-Lo Country de Stephen Frears
- 1999 : Le Corrupteur (The Corruptor) de James Foley
- 1999 : Le Déshonneur d'Elisabeth Campbell (The General's Daughter) de Simon West
- 1999 : Dans la peau de John Malkovich (Being John Malkovich) de Spike Jonze
- 1999 : Les Rois du désert (Three Kings) de David O. Russell
- 1999 : Mystery, Alaska de Jay Roach

##### Années 2000
- 2000 : O'Brother (O'Brother Where Art Thou?) des frères Coen (musique additionnelle)
- 2000 : Hamlet de Michael Almereyda
- 2000 : De quelle planète viens-tu ? (What Planet Are You From?) de Mike Nichols
- 2000 : Avant la nuit (Before Night Falls) de Julian Schnabel
- 2000 : Blair Witch 2 : Le Livre des ombres (Book of Shadows: Blair Witch 2) de Joe Berlinger
- 2001 : Chevalier (A Knight's Tale) de Brian Helgeland
- 2001 : The Barber (The Man Who Wasn't There) des frères Coen
- 2002 : Rêve de champion (The Rookie) de John Lee Hancock
- 2002 : Searching for Paradise de Myra Paci
- 2002 : S1m0ne de Andrew Niccol
- 2002 : Adaptation de Spike Jonze
- 2003 : Intolérable Cruauté (Intolerable Cruelty) des frères Coen
- 2004 : Ladykillers (The Ladykillers) des frères Coen
- 2004 : Alamo (The Alamo) de John Lee Hancock
- 2004 : Dr Kinsey (Kinsey) de Bill Condon
- 2006 : Faussaire (The Hoax) de Lasse Hallström
- 2006 : Fur : Un portrait imaginaire de Diane Arbus (Fur: An Imaginary Portrait of Diane Arbus) de Steven Shainberg
- 2007 : No Country for Old Men des frères Coen
- 2007 : 7 h 58 ce samedi-là (Before the Devil Knows You're Dead) de Sidney Lumet
- 2008 : Bons Baisers de Bruges (In Bruges) de Martin McDonagh
- 2008 : Burn After Reading des frères Coen
- 2009 : Twilight, chapitre I : Fascination (Twilight) de Catherine Hardwicke
- 2009 : A Serious Man des frères Coen
- 2009 : Max et les Maximonstres (Where the Wild Things Are) de Spike Jonze
- 2009 : The Blind Side de John Lee Hancock

##### Années 2010
- 2010 : Howl de Rob Epstein et Jeffrey Friedman
- 2010 : Tout va bien ! The Kids Are All Right (The Kids Are All Right) de Lisa Cholodenko
- 2010 : True Grit des frères Coen
- 2011 : Twilight, chapitre IV : Révélation, 1re partie (The Twilight Saga: Breaking Dawn - Part 1) de Bill Condon
- 2012 : Twilight, chapitre V : Révélation, 2e partie (The Twilight Saga: Breaking Dawn - Part 2) de Bill Condon
- 2013 : Sept Psychopathes (Seven Psychopaths) de Martin McDonagh
- 2013 : Le Cinquième Pouvoir (Fifth Estate) de Bill Condon
- 2015 : Mr. Holmes de Bill Condon
- 2015 : Carol de Todd Haynes
- 2015 : Legend de Brian Helgeland
- 2015 : Anomalisa de Duke Johnson et Charlie Kaufman
- 2015 : La Famille Fang (The Family Fang) de Jason Bateman
- 2016 : The Finest Hours de Craig Gillespie
- 2016 : Ave, César ! (Hail, Caesar!) de Joel et Ethan Coen
- 2016 : Le Fondateur (The Founder) de John Lee Hancock
- 2017 : Three Billboards : Les Panneaux de la vengeance (Three Billboards Outside Ebbing, Missouri) de Martin McDonagh
- 2017 : Le Musée des merveilles (Wonderstruck) de Todd Haynes
- 2018 : La Ballade de Buster Scruggs (The Ballad of Buster Scruggs) de Joel et Ethan Coen
- 2019 : L'Art du mensonge (The Good Liar) de Bill Condon

##### Années 2020
- 2021 : MacBeth (The Tragedy of Macbeth) de Joel Coen
- 2022 : Les Banshees d'Inisherin (The Banshees of Inisherin) de Martin McDonagh
- 2023 : Misanthrope (To Catch a Killer) de Damián Szifrón
- 2023 : Finestkind de Brian Helgeland
- 2024 : Drive-Away Dolls d'Ethan Coen
- 2025 : Honey Don't! d'Ethan Coen
- 2025 : Good Fortune d'Aziz Ansari

#### Courts métrages
- 1985 : R.A.B.L. de Patrice M. Regnier
- 1985 : A Hero of Our Time de Michael Almereyda
- 1997 : Girls Night Out de Myra Paci
- 2009 : After Today Live de Rex Sowards et Ted Sowards
- 2011 : Midnight Run de Neil Shelley

#### Télévision
- 1993 : Les Soldats de l'espérance (And the Band Played On) de Roger Spottiswoode (téléfilm)
- 1995 : CBS Schoolbreak Special (épisode Children Remember the Holocaust de Mark Gordon
- 1995 : The Celluloid Closet de Rob Epstein et Jeffrey Friedman (documentaire)
- 1999 : The World of Gods and Monsters: A Journey with James Whale (vidéo)
- 2000 : On the Set of Three Kings de Keith Fulton et Louis Pepe (documentaire)
- 2003 : Shooting 'Miller's Crossing' (vidéo)
- 2003 : Minnesota Nice (vidéo)
- 2011 : Mildred Pierce (série télévisée) (5 épisodes)
- 2011 : Enlightened (série télévisée) (pilote)
- 2014 : Olive Kitteridge (mini-série) (4 épisodes)
- 2019 : The Morning Show (série TV) (10 épisodes)
- 2020 : Space Force (série TV) (10 épisodes)

### Comme acteur
- 1991 : Scorchers de David Beaird: joueur de piano
- 1996 : Bienvenue chez Joe (Joe's Apartment) de John Payson : The Roach Chorus (voix)

### Comme réalisateur
- 1978 : Help, I'm Being Crushed to Death by a Black Rectangle

## Distinctions

### Récompenses
- Primetime Emmy Awards 2011 : Meilleure musique dans une mini-série, un téléfilm ou un special pour Mildred Pierce
- Satellite Awards 2016 : Meilleure musique de film pour Carol

### Nominations
- British Academy Film Awards 2001 : Meilleure musique de film pour O'Brother avec T-Bone Burnett
- Golden Globes 2010 : Meilleure musique de film pour Max et les Maximonstres
- Golden Globes 2016 : Meilleure musique de film pour Carol
- Oscars 2016 : Meilleure musique de film pour Carol
- Saturn Awards 2018 : Meilleure musique pour Le Musée des merveilles
- Golden Globes 2018 : Meilleure musique de film pour Three Billboards : Les Panneaux de la vengeance
- Oscars 2018 : Meilleure musique de film pour Three Billboards : Les Panneaux de la vengeance
- Golden Globes 2023 : Meilleure musique de film pour Les Banshees d'Inisherin
- British Academy Film Awards 2023 : Meilleure musique de film pour Les Banshees d'Inisherin
- Oscars 2023 : Meilleure musique de film pour Les Banshees d'Inisherin